# ウォーレ・ショインカ
ウォーレ・ショインカ（Wole Soyinka、ヨルバ語:Wọlé S̩óyíinká、1934年7月13日 - ）は、ナイジェリアの詩人、劇作家。アフリカ人初のノーベル文学賞受賞者（1986年）。1959年発表の『ライオンと宝石』が処女作。『死と王の先導者』が代表作。他に、小説、評論、演出、映画などのジャンルでも才能を発揮している。
本名はアキンワデ・オルウォーレ・ババトゥンデ・ショインカ（Akinwande Oluwole Babatunde Soyinka、ヨルバ語:Akínwándé Olúwo̩lé Babátúndé S̩óyíinká）。

## 来歴
ショインカはナイジェリア南西部のオグン州アベオクタでヨルバ族の家族に生まれ、そこで初等教育を受ける。その後イバダンガバメント・カレッジ（Government College, 公立学校）での中等教育の後、1952年から1954年まではイバダン大学で、1954年から1957年まではイギリスのリーズ大学で学び、英文学の学位を受けた。その後、アフリカ演劇を学ぶためにナイジェリアに帰るまで、ロイヤル・コート・シアターで戯曲朗読者として働いた。国に帰って後は、ラゴス（University of Lagos）、イバダン（イバダン大学）、およびイフェ（University of Ife）で教鞭を執った。1986年ノーベル文学賞受賞。2016年のアメリカ大統領選挙に際して、ドナルド･トランプが勝利した場合はアメリカを立ち去ると表明しており、トランプが勝利した後の同年12月1日にニュースチャンネルeNCAに対して、アメリカ永住権を放棄したと述べた。
何度か来日もしており、1995年11月13日には福岡市内のフォーラムで大江健三郎とも対談をしている。現在、ユネスコ親善大使に就任している。

## 政治運動
ショインカは抑圧的な政権に反感を抱いており、ナイジェリアの政治史においても大きな役割を果たした。ビアフラ戦争初期の1967年には、ビアフラ側の制圧に乗り出した連邦政府をヒューマニズムの立場から非難し、反逆罪として投獄される。国際的な注目が集まり、22ヵ月後には解放された。このときの経験は獄中記の『The Man Died』（1972年）に詳しく書かれている。1997年3月、サニ・アバチャ軍事政権に他の反政府活動家11人とともに、国家反逆罪で起訴された。この時にショインカは死刑宣告を出されたが、国外逃亡によって無事だった。

## 日本語訳著書
- 神話・文学・アフリカ世界 松田忠徳訳 彩流社 1992年10月